# Darius Trijonis
Darius Trijonis (ur. 21 kwietnia 1973 w Telszach) – litewski duchowny rzymskokatolicki, biskup pomocniczy Wilna w latach 2017–2024, biskup diecezji szawelskiej od 2024.

## Życiorys
Święcenia kapłańskie otrzymał 18 maja 1997 i został inkardynowany do diecezji telszańskiej. Był m.in. wykładowcą, wicerektorem i prefektem studiów w telszańskim seminarium, podsekretarzem litewskiej Konferencji Episkopatu oraz administratorem kościoła katedralnego.
29 września 2017 papież Franciszek mianował go biskupem pomocniczym archidiecezji wileńskiej ze stolicą tytularną Fissiana. Sakrę otrzymał 16 grudnia 2017 z rąk arcybiskupa wileńskiego Gintarasa Grušasa.
6 czerwca 2024 ten sam papież przeniósł go na urząd biskupa koadiutora diecezji szawelskiej. Rządy w diecezji objął 8 grudnia 2024, po przejściu na emeryturę poprzednika.